# 曾庆红
曾庆红（1939年7月30日—），江西吉安人，生于安徽泾县，中国共产党和中华人民共和国政治家，原正国级领导人。中共第十五屆和第十六屆中央書記處書記、第十六屆中央政治局常委。先後在國防部門、國家計委、石油部門工作，曾任解放軍將領余秋里的秘書。1984年曾慶紅調任上海，1989年六四事件后隨升任中共中央總書記的江澤民進京，先後任中共中央辦公廳副主任、主任。在中共十五届一中全会上當選中共中央政治局候補委員、中央书记处书记，1999年任中共中央組織部部長，在中共十六届一中全会上當選中共中央政治局常委（排名第五）、中央書記處書記（排名晉升第一）、中共中央黨校校長，全面負責黨務工作。2003年第十届全国人民代表大会上當選中华人民共和国副主席，同年兼任中共中央港澳工作協調小組組長，主管港澳工作。中共政治人物曾山與鄧六金之子。2007年中共十七大后曾庆红因年龄原因未能进入新一届中央委员会，并于次年离任国家副主席退休。

## 生平

### 早年经历
曾慶紅1939年7月30日（農曆六月十四日）生于安徽泾县丁家山，小名丁丁。皖南事变前夕，被父母从安徽送到吉安祖母家中，直到中华人民共和国成立后，才被接回上海和父母一起生活。1952年随父母入京，就读于北京101中学。1959年考入北京工业学院自动控制系，1960年4月加入中國共產黨。1963年7月北京工業學院畢業。1963年至1965年解放軍743部隊技術員。1965年至1969年七機部二院二部六室技術員。1969年至1970年下放到廣州部隊赤坎基地、湖南西湖生產基地勞動。1970年至1973年七機部二院二部技術員。1973年至1979年北京市國防工辦生產處、科技處技術員。1979年至1981年国家计划委员会辦公廳秘書。1981年至1982年國家能委辦公廳副處長。1982年至1983年石油部外事局聯絡部工作。1983年至1984年中國海洋石油總公司聯絡部副經理，石油部外事局副局長，南黃海石油公司黨委書記。1984年至1986年中共上海市委組織部副部長、部長、市委常委、市委秘書長。1985年至1986年任上海市委常委、秘書長。1986年至1989年任上海市委副書記（負責宣傳）。

### 进入中央
1989年的六四事件成为曾庆红仕途转折点，随着其上司、时任中共上海市委书记江泽民当选中国共产党中央委员会总书记，曾的职位不断升迁。1989年7月，在江泽民出任中共中央总书记不到一个月后，曾庆红被调往中央任中共中央辦公廳副主任，并在1993年3月接替温家宝出任中共中央辦公廳主任、中央直屬機關工作委員會書記。1997年9月19日，曾庆红在中共十五届一中全会上当选中共中央政治局候补委员和中央书记处书记，跻身党和国家领导人行列，并继续兼任中共中央办公厅主任和中央直属机关工作委员会书记至1999年3月，之后曾庆红出任中共中央组织部部长，主管组织和人事管理事务。
在中央工作期间，曾庆红大力协助江泽民，先后参与整肃“杨家将”，打倒陈希同、削弱李鹏，请出薄一波、迫使乔石退休，开展“讲政治、讲学习、讲正气”教育，推出“三个代表”重要思想，全面主导中共十六大人事并安插江派人马。
2002年11月15日，63岁的曾庆红在中共十六届一中全会上当选中共中央政治局常委（排名第五），进入最高领导层，成为正国级领导人，并连任中共中央书记处书记（排名第一），在党内分管党建、组织事务并协助分管外交事务。同年12月，曾庆红接替胡锦涛出任中共中央党校校长。在2003年第十届全国人大一次会议上，曾庆红接替胡锦涛当选国家副主席，不过有177张反对票、190张弃权票，得票率为87.5％。2003年7月，曾庆红出任新成立的中央港澳工作协调小组组长，分管港澳事务。虽然曾庆红在党内排行第五，但是由于其与江泽民的关系，外界认为曾庆红在当时是除总书记胡锦涛和总理温家宝以外最有实权的领导人。

### 退休生活
2007年10月22日，68岁的曾庆红因年龄原因在中共十七届一中全会后卸任中共中央政治局常委和中央书记处书记，并于同年12月21日卸任中共中央党校校长。2008年3月15日，曾庆红在十一届全国人大一次会议后卸下國家副主席職務退休，其国家副主席一职由新当选的中共中央政治局常委习近平接任。
有多位政论人士，例如高新都认为习近平能够力压胡锦涛长期栽培的李克强成为中共中央总书记的接班人，曾庆红所起的作用很大，江泽民、曾庆红的盘算是先阻止胡锦涛的人马上台，然后培养江派人马采取邓小平废黜华国锋的方式，罢免甚至逮捕习近平，再次掌控全局。而当習近平權力穩固後，曾慶紅於2019年5月訪問家鄉江西吉安時，向群眾高声称赞习近平的领导：
|  | 习主席领导得好！是吧？毛主席、小平同志、江泽民、胡锦涛、到现在习主席！ |

## 著作
《关于党的建设工作》（上下），2010-06中央文献出版社

## 家族
- 父親：曾山，原中华人民共和国内务部部长
- 母亲：邓六金
- 妻子：王鳳清（1940年11月—），山东牟平人。曾担任国家认证认可监督管理委员会主任、党组书记，原国家出入境检验检疫局副局长。 2004 年8月，在加拿大多伦多召开的美国质量协会（American Society for Quality - ASQ ）第58届年会上，获美国质量协会颁发2003/04年度“质量特别奖”。在美国质量协会50多年的历史中，将“质量特别奖”颁发给中国人还是第一次。 
  - 兒子：曾偉，從事石油貿易。據稱曾偉是上海大眾汽車集團、上海東方航空公司、北京現代汽車集團的後台老板[17]。
    - 儿媳：蔣梅[18]，原為央視《影視同期聲》節目的主持人，現任中國房地產開發商人和集團非執行董事[19]。
- 二弟：曾慶淮，曾任中国文化部官员[20]，亦官亦商，颇具争议[21]。
  - 侄女：曾寶寶，曾慶淮女兒[22]， 2009年11月25日，花樣年控股集團有限公司（01777，HK）在香港正式掛牌。創辦人兼執行董事曾寶寶身家也達到約70.8 億港元，足以躋身胡潤內地女富豪榜前20位[23]。
- 三弟：曾慶洋，軍事科學院軍制研究部部長，少将军衔。
- 四弟：曾慶源，任空軍後勤部副部長，少将军衔。
- 妹妹：曾海生，總參管理保障部政委，少将军衔。第十一届全国政协委员。
- 侄女：王晓玲，广州副市长兼纪委书记，涉嫌违法犯罪，遭多次实名举报。[24]

## 批评与争议
据估计，曾庆红在国内外的资产达上百亿元；曾庆红退休后，为自家亲戚朋友在上海、浙江、江西、湖南、湖北等地的国家机关部门安排工作，人数达40人。2010年4月清明节前夕，曾庆红在江西叮嘱干部要加强自身建设、抵挡住诱惑。到2010年10月9日，由乔石、宋平、尉健行等原中共领导人提议的“老同志特别组织生活会”在北京西山宾馆召开，主题为“老同志要保持晚节，管教好家属子女”。曾庆红在会上被一眾元老批判，称其是偽君子。曾庆红在这次生活会上做了自我检查，承认自己有五大错误，包括退休后在生活上搞特殊化，对自己家属管教不严，对自己的亲戚在工作上做了特殊安排，造成恶劣影响等。曾庆红在会上请求得到宽恕，但却没有交代儿子曾伟的巨额家产的资金来源。

### 澳洲豪宅葵阁墨
據媒體報導，2007年，其儿子曾偉移民澳大利亞。2008年，斥巨資3240萬澳幣（约3000万美元，按当时的汇率，折合人民币2.5亿元）購買悉尼的一處房產，是Point Piper區的著名豪宅“葵阁墨”(英文名：Craig-Y-Mor），創下了澳洲房產銷售價格的第三高紀錄。此夫婦在2005年購買了利物浦街價值100萬澳元的公寓，曾偉以其妻子的名義購買。
2010年4月24日，澳大利亚《悉尼先驱晨报》亦报道。
《华盛顿邮报》2014年6月17日刊出A·奥德赛·派崔克（A.Odysseus Patrick）的报导《中国权贵接手悉尼百年豪宅》（For a century, the mansion sat above Sydney Harbor. Then China’s nouveau riche arrived），披露了这件事的原委。此豪宅2014年5月正在按计划拆毁新建中，所以总投资要大于旧房屋的购买价格。

### 与马建、肖建华的关系
据法国国际广播电台报道，曾庆红据称是前国安部副部长马建的后台，马建国安部副部长的职位正是曾庆红一手安排的。马建是曾庆红苦心经营的“江西帮”的主要人马之一。另外，中国商人肖建华曾为某些中国高层充当投资顾问，业务横跨银行、保险和投资基金等领域。港媒此前披露肖建华是曾庆红家族的利益代言人，肖建华的巨额财富与曾庆红的儿子曾伟有着密切关系。

### 遭调查传闻
2014年8月6日，香港《苹果日报》报道曾庆红侄女、“花样年控股集团有限公司”CEO兼大股东曾宝宝被中纪委“带走调查”。2014年9月16日，香港《明报》报导，12日曾庆红在大陆著名音乐家周巍峙吊唁仪式上露面，而大陆媒体并没有对此报导。2014年9月29日至30日，曾庆红年内第三次露面，分别出席了国庆65周年音乐会和国庆招待会。有媒体将曾庆红出席招待会的视频表情进行解析，发现曾庆红“不再像往常一样满面笑容，而是难以排解的满脸忧郁”。2014年11月，河北省公布亿元水官马超群的违纪违法问题，马超群干爹被指曾庆红，但未得到证实。

### 中紀委批“慶親王”
2015年2月15日，中紀委监察部網站刊文《大清「裸官」庆亲王的作风问题》批評大清慶親王奕劻，爆紅網絡，文章稱「慶親王奕劻工作能力很差，名聲也不太好，官運卻好得出奇。自1884年到大清倒台的27年中，他先後負責外事、海軍、財政等重要部門，最後升到首席軍機大臣、內閣總理大臣」。網民猜測喻指「曾經的慶親王太紅了」，是借古諷今指江澤民嫡系曾慶紅，直白點出曾慶紅大勢不妙。但曾慶紅前秘書施芝鸿激动澄清传闻，说他是庆亲王可笑至极。且庆亲王有可能暗指的是贾庆林。
2015年5月18日，自由亚洲电台刊登时政评论员胡平文章。该文引用习近平、王岐山对当下反腐败形势的概括是“两军对垒，呈胶着状态”，谈到一般人都认为两军中另一军的头面人物是指江泽民和曾庆红。讨论了曾庆红秘书施芝鸿在今年两会上主动发言为曾庆红辩护，认为其背后必有支持力量，也间接说明习近平要打大老虎曾庆红一说并非无因。文章认为美国学者沈大伟表现出“扬曾抑习”倾向，把曾庆红看作渐进政治改革的推手是不可信的。作者的结论是习江所带领的两军之间的争斗已你死我活，一场恶斗在所难免，目前形势是“山雨欲来风满楼”。
2015年6月12日，周永康被通报已被判无期徒刑的第二天，澎湃新闻以《晚清“大老虎”庆亲王在汇丰到底存了多少钱？》报导江苏凤凰文艺出版社发表传记《庆亲王》，还原“大老虎”腐化堕落经过，该传记封面写着“你懂的”。
2015年7月23日，在令计划被通报“双开”移送司法后的第三天，新华网以《庆亲王从“从零开始”政坛火箭蹿升》为题报导庆亲王，称庆亲王隐忍和低调，权力伸展和布局是“悄悄地进村、打枪的不要”，对上级是逆来顺受唯唯诺诺后再想法“遇见红灯绕着走”，是最后一位「铁帽子王」，大清政界最大冷门。

## 荣誉

### 外国勋章奖章
- 莫诺大军官勋章（英语：Order of Mono）（多哥，2004年6月24日于卡拉会议大厦颁发[39]）：对多哥进行正式访问。

## 外部連結
- 新華網曾慶紅活動報道專集 （页面存档备份，存于）

| 中国共产党职务                       | 中国共产党职务                                                   | 中国共产党职务           |
| ------------------------------------ | ---------------------------------------------------------------- | ------------------------ |
| 前任： 胡锦涛                        | 中国共产党中央书记处书记 （负责常务工作） 2002年11月－2007年10月 | 繼任： 习近平            |
| 前任： 胡锦涛                        | 中共中央党校校长 2002年12月－2007年12月                          | 繼任： 习近平            |
| 新頭銜                               | 中央港澳工作协调小组组长 2003年7月－2007年10月                   | 繼任： 习近平            |
| 前任： 张全景                        | 中共中央组织部部长 1999年3月－2002年10月                         | 繼任： 贺国强            |
| 前任： 温家宝                        | 中共中央办公厅主任 1993年3月－1999年3月                          | 繼任： 王 刚             |
| 中华人民共和国政治职务               |                                                                  |                          |
| 前任： 胡锦涛                        | 中华人民共和国副主席 2003年3月－2008年3月                        | 繼任： 习近平            |
| 中华人民共和国党和国家领导人排名順序 |                                                                  |                          |
| 前任： 贾庆林 （位列第4）            | 第16届中共中央政治局常委 （位列第5）                             | 繼任： 黄 菊 （位列第6） |